# Хижина мусгум
Хижина мусгум (англ. musgum или англ. moosgoum) — традиционное бытовое сооружение, построенное из глины этническими мусгумами в подразделении Мага, департамент Майо-Данай Крайнесеверного региона в Камеруне. Жилища строились в различных формах: высокие куполообразные жилища или конические хижины, одни с обратной формой «V», другие — с геометрическим дизайном.
Хижина мусгум — это пример «земляной архитектуры». Напоминая форму ульев или раковин, хижины народа мусгум также известны как «хижины-снаряды» (фр. cases obus). Простые по конструкции, они построены из грязи, соломы и воды местными жителями, используя несколько инструментов. Это глинобитные строения, вариант кобы, в форме цепной арки (см. также Цепная линия), которые могут выдержать максимальный вес при минимальном использовании строительных материалов. Из-за формы купола их также называют «типом улья». Они считаются важным архитектурным стилем Камеруна, хотя современное жильё строят иначе.

## История
Дома были построены из земли, следуя традиционной практике до появления цемента. Однако эти сооружения больше не популярны и считаются устаревшими. Очень немногие мусульмане строят их сейчас.
Одно из таких зданий было реконструировано в Париже во время Международной колониальной выставки 1931 года.
Повторное присвоение и передача этих традиционных знаний находится в центре обсуждений о коллективной памяти народа мусульман. В этой динамике школьный сайт, организованный организацией «Наследие без границ» (англ. «Heritage Without Borders»), позволил построить пять зданий в Мурле, а Агентство США по международному развитию — восстановило некоторые из них в Пассе, где они были утеряны в 1970-х годах из-за высокой стоимости зданий.
Как художественная диковина и достопримечательность, эти африканские постройки были по-разному описаны в литературе: как «глиняная посуда, испечённая огненным солнцем», «сахарные батоны» и «яичная скорлупа»; также была применена военная метафора «корпусный снаряд» из=за своего внешнего сходства с боевым снарядом. Во время своей поездки в Африку писатель Андре Жид описал эти строения.

## Архитектура

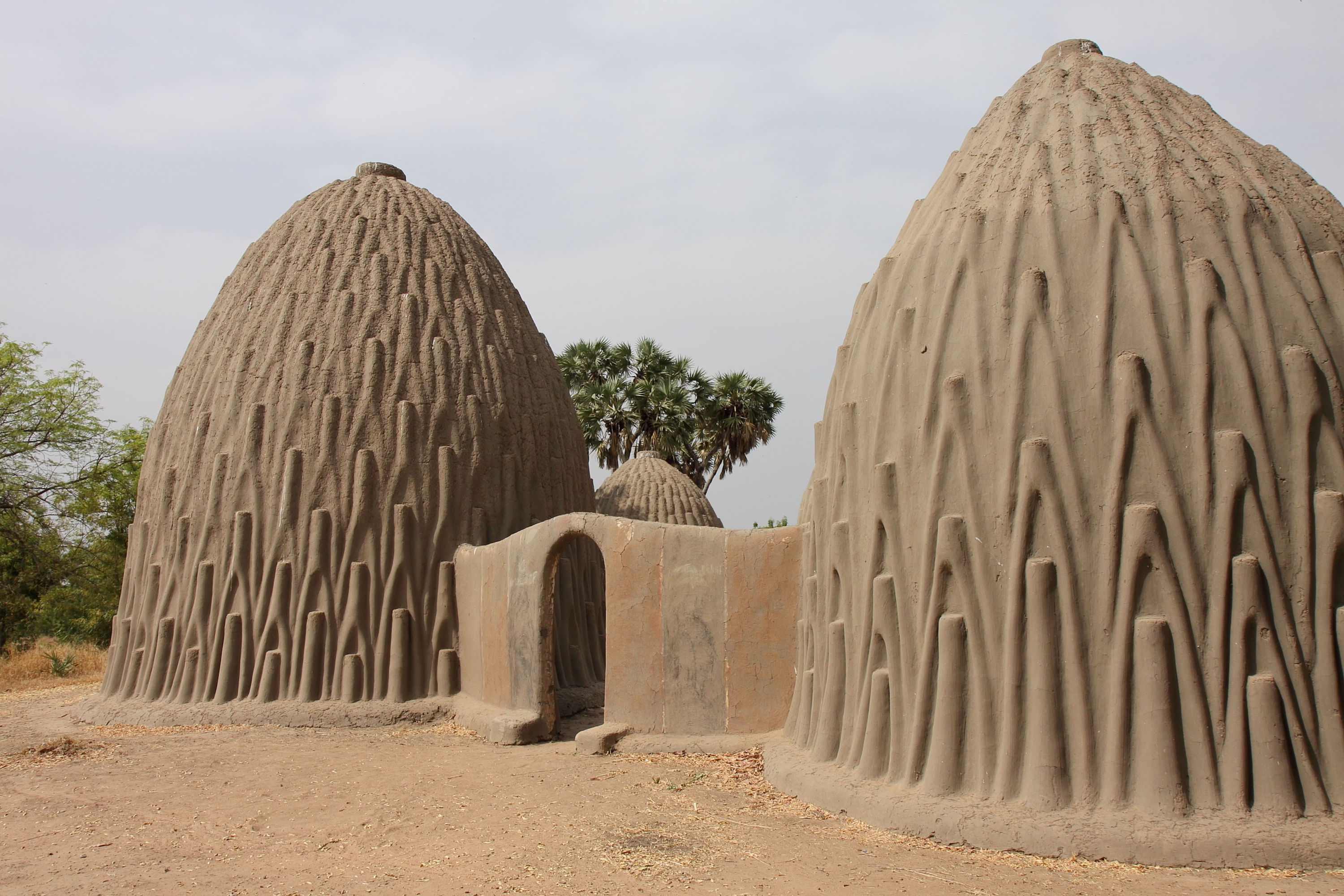
Реконструкция в городе Пуус

Мусгумы в Камеруне строили свои дома из высушенной на солнце прессованной глины. Земля по-прежнему используется в качестве строительного материала и представляется более экологически приемлемой для недорогого жилья, поскольку при производстве цемента выделяется большое количество выбросов диоксида углерода. Грязь покрывается сверху соломой, сделанной из тростниковых плетей. Их сравнивают с саманами или початками кукурузы, сделанными из песка, глины, воды и некоторых типов волокнистых или органических материалов, таких как палки, солома и/или навоз. Несмотря на простоту конструкции, они хорошо спланированы с точки зрения полезности. Дома строились в форме перевёрнутой или конической V-образной оболочки или в форме конуса. Архитектор Рональд Раэль (англ. Ronald Rael), автор книги «Земляная архитектура» (англ. Earth Architecture), заметил, что дома мусгум — это «цепная арка (см. также Цепная линия), идеальная математическая форма», способная выдерживать нагрузку на здание при минимальном использовании строительных материалов.

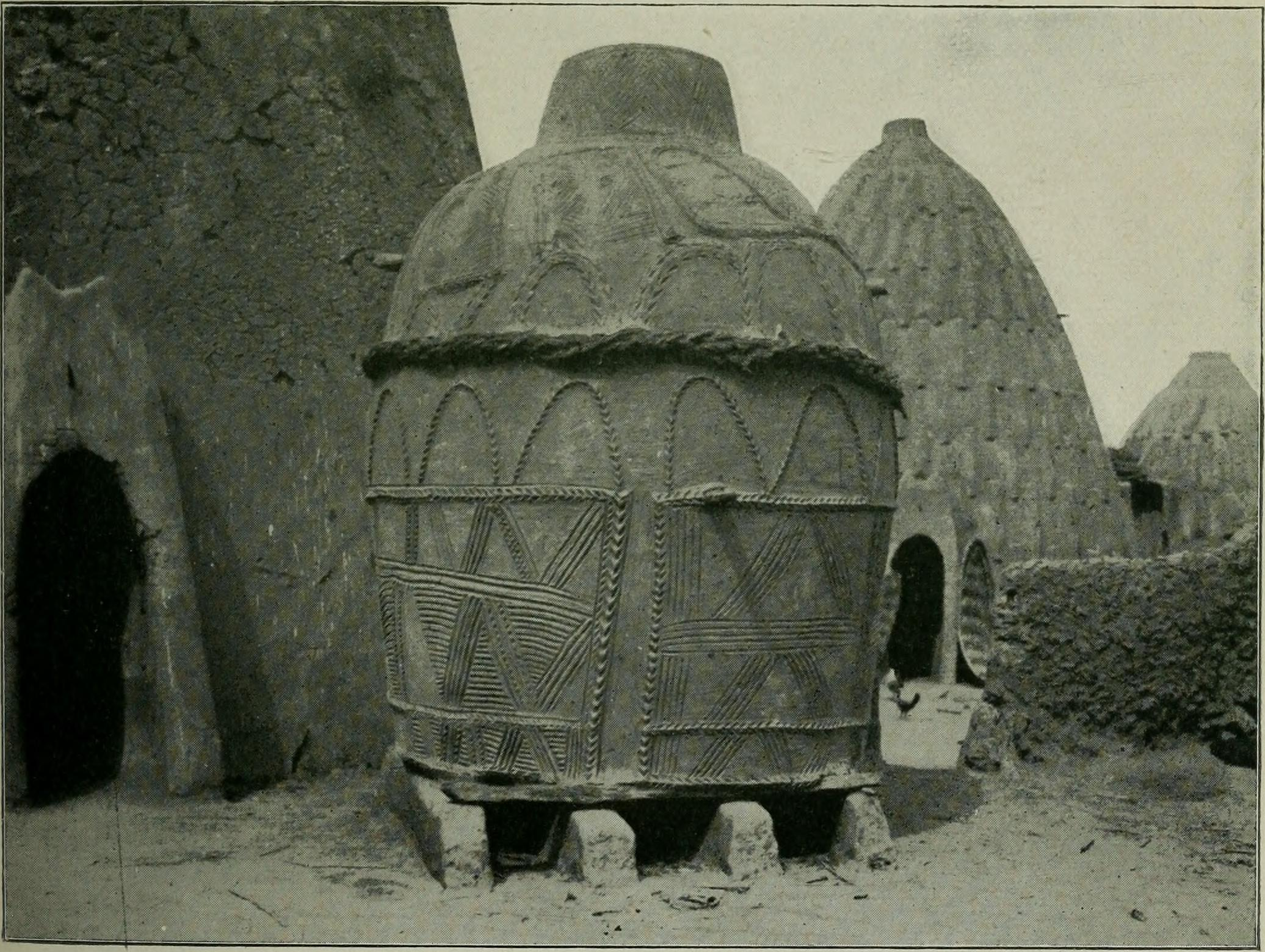
В центре построек жилищ находится также глиняная конструкция для хранения урожая зерновых

Из-за перевёрнутой формы дугообразной арки купола тонкие и работают по принципу сжатия, обеспечивая жёсткость конструкции без крутильных или изгибающих моментов. Геометрические рисунки на внешней поверхности куполов обеспечивают опору для рабочих, которые стоят на них во время строительства, а также во время последующего технического обслуживания. Внешний дизайн и большая высота конструкций (около 9 метров) в жаркие летние дни сохраняет прохладу в помещении. В традиционном доме пять таких комнат, построенных по кругу и соединённых между собой стенами, в центре круга хранится пшено.
Небольшое круглое отверстие в верхней части строения также способствует циркуляции воздуха и используется в качестве аварийного выхода в случае затопления. Это круглое отверстие диаметром в несколько сантиметров, также известное как «отверстие для дыма» (без дымохода), оно закрывается плитой, горшком или кастрюлей во время дождей, чтобы вода не попала в дом. Вход обеспечивается единственной дверью, узкой до уровня колена с расширением на уровне плеч и, как говорят, напоминает замочную скважину.
Сооружения являются частью комплекса жилищных единиц, зернохранилищ и центрального внутреннего дворика, окружённого стеной из соломы. Стены соединены между собой, проёмы в них обеспечивают доступ в помещения. Наружные поверхности стен имеют бороздки, чтобы дождевая вода могла легко стекать. Комплекс сооружений также огорожен забором. Предусмотрено место для расширения жилищных единиц для каждой новой жены или невестки или для пополнения в семье.
Техника, применяемая во время строительства, называется «техникой глиняного змеевика». В этом методе слои глины намотаны по спирали с каждым подъёмом около 0,5 м. Каждому подъёму дают затвердеть перед добавлением следующего. Стены у основания толще, постепенно утончаются кверху, что способствует устойчивости конструкции. Линии рельефа создаются по мере того, как конструкция продвигается вверх по V-образной или рифлёной форме по прямой линии, чтобы облегчить быстрый и лёгкий отвод воды во время дождя.

## Филателия
В 1965 году Федеративная Республика Камерун выпустила марку под названием «Дома мусгум в Пассе» в серии «Фольклор и туризм».

## Галерея

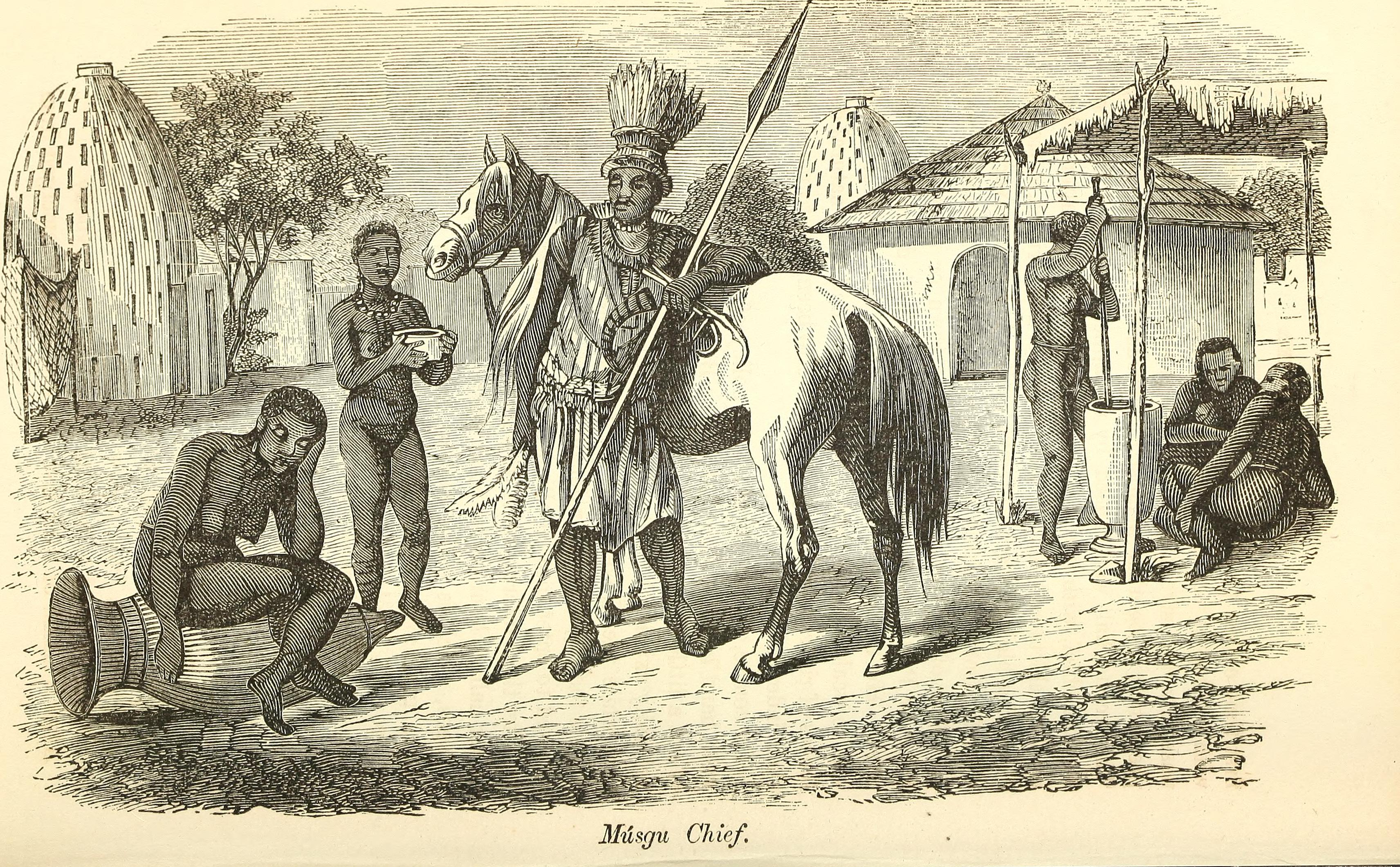
Шеф-повар мусгум (илл. Из путешествия Генриха Барта, 1857[17])
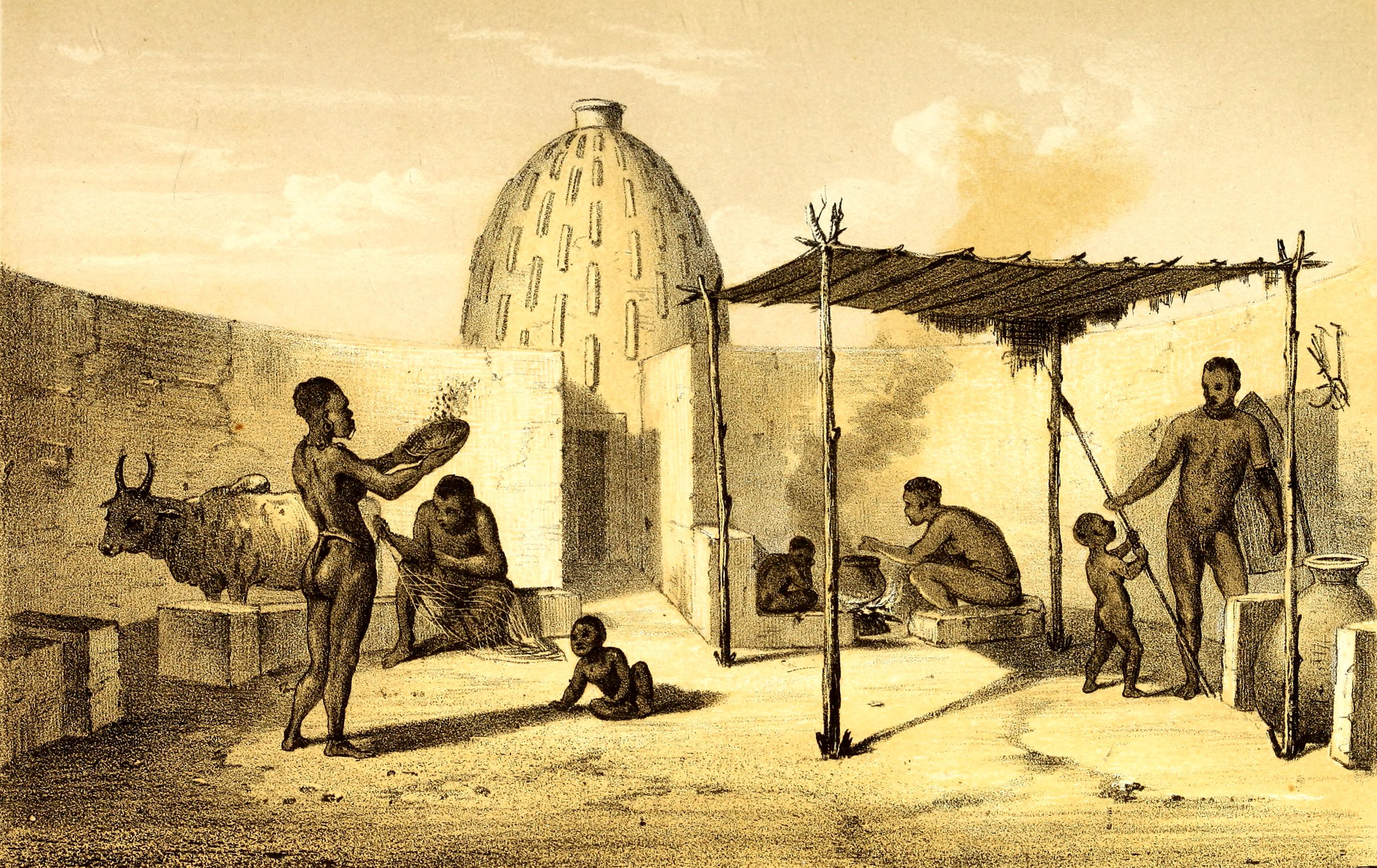
Интерьер жилища мусгума (после Г. Барта)
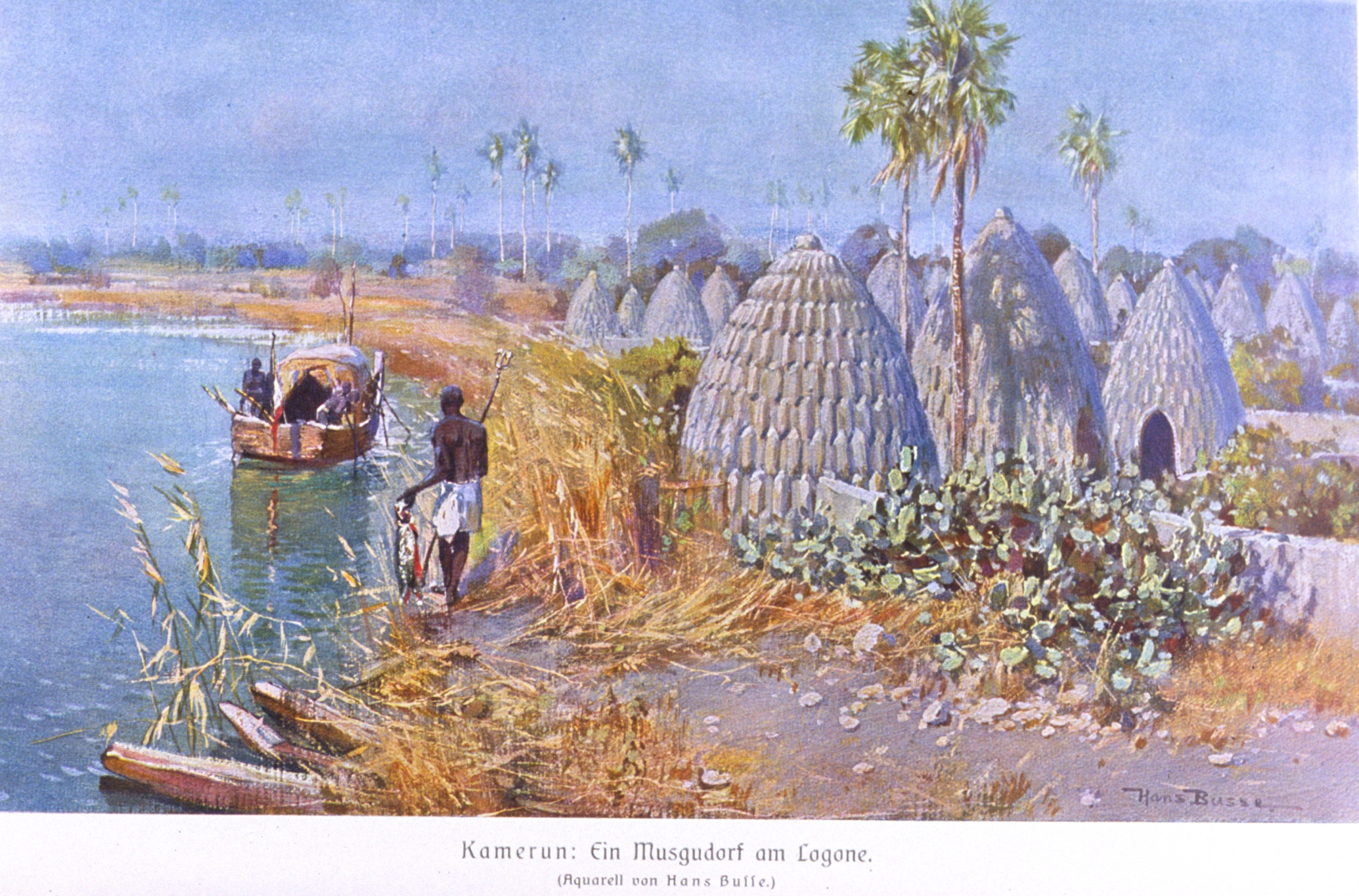
Деревня мусгум на краю Логона (акварель Ганса Буссе[18])
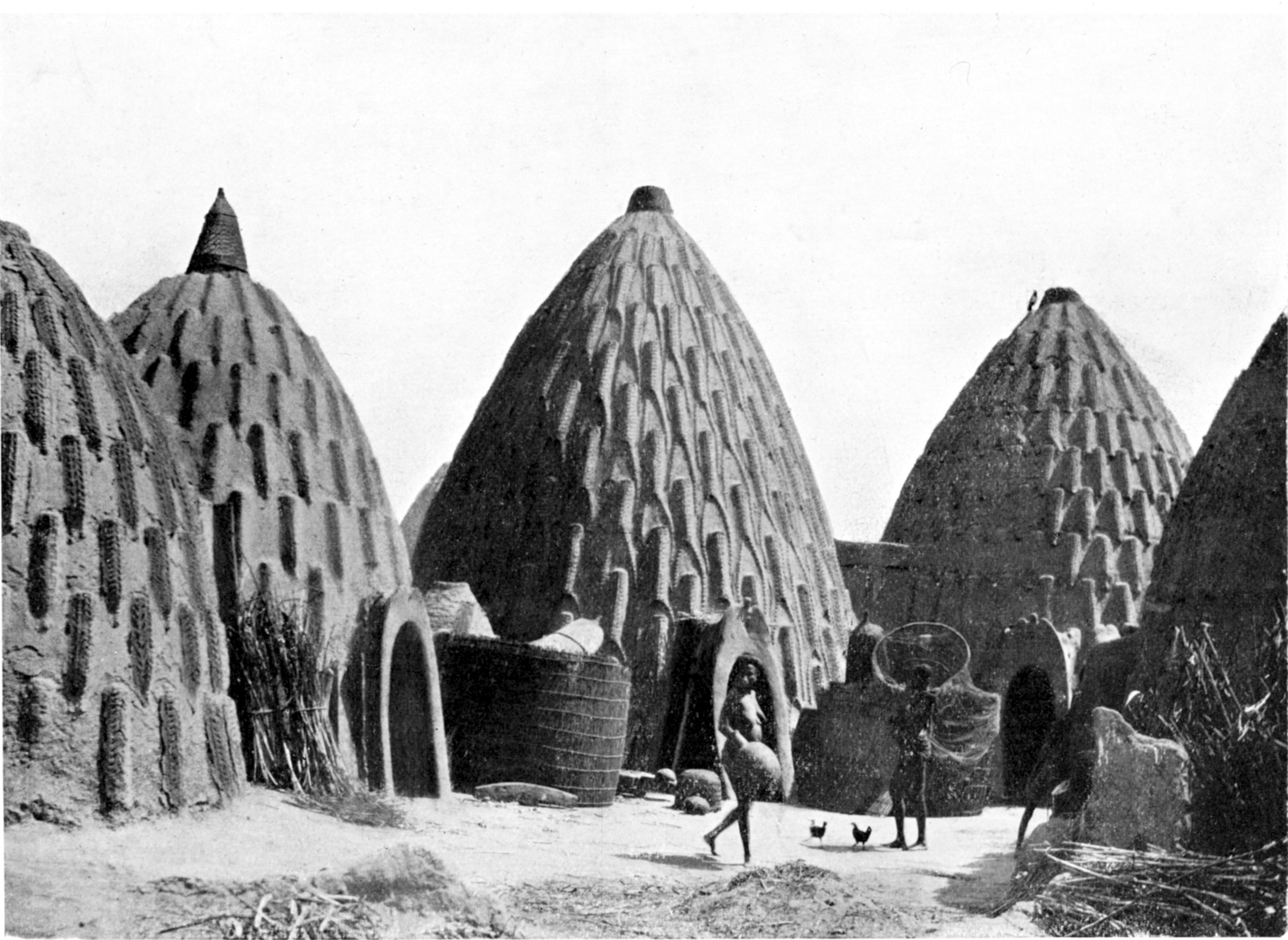
«Банановые дома»[19] (1912)
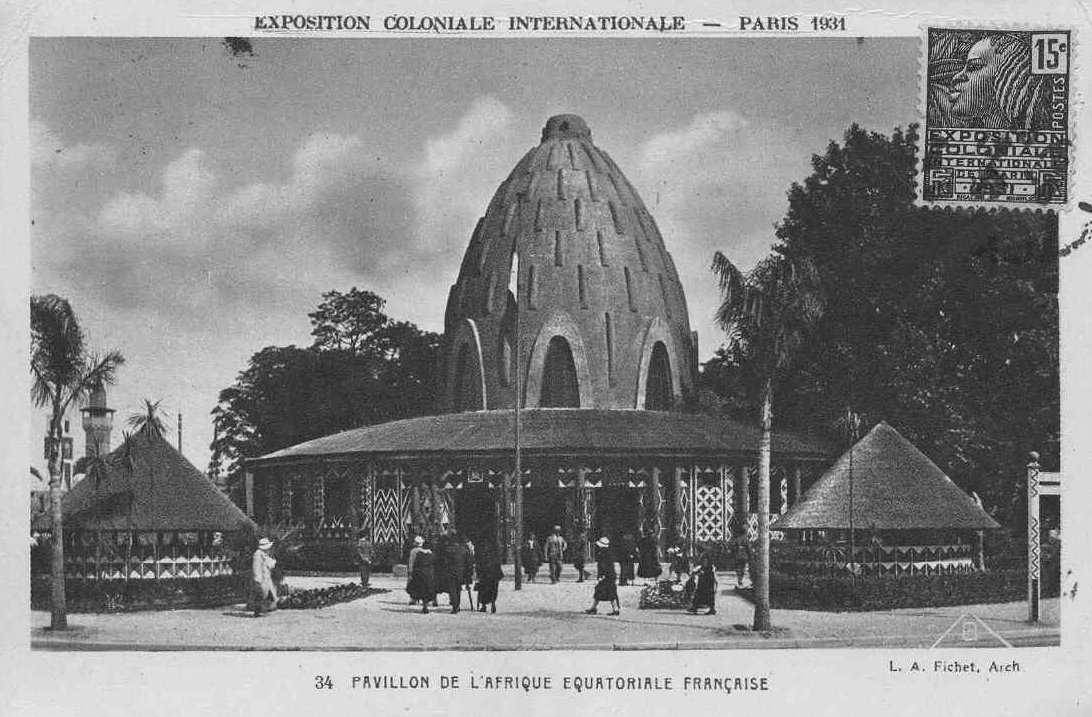
Реконструкция на Международной колониальной выставке, Париж (1931)